# Эль Торалин
Стадион Эль Торалин (исп. Estadio Municipal de Fútbol El Toralín — футбольный стадион в Понферраде, в Испании. В настоящее время он используется в основном для футбольных матчей и является домашней площадкой SD Ponferradina. Стадион вмещает 8400 зрителей и был построен в 2000 году.

## История
Стадион был открыт товарищеской игрой между Понферрадиной и Сельтой, состоявшейся 5 сентября 2000 года. Первой официальной игрой, сыгранной на стадионе, стал поединок между Понферрадиной и CD Universidad de Oviedo в 3 туре Сегунды Б сезона 2000-2001, закончившийся победой хозяев со счётом 1-0. 
Стадион построен в части города, известной как "El Toralín", откуда он и берёт своё название. Стадион был построен с целью предоставить муниципальной команде личное пространство для проведения регулярных матчей. 
19 декабря 2023 года было объявлено о модификации контракта аренды стадиона, заключенного между мэрией Понферрады во главе с мэром города Марко Морала и президентом команды Хосе Фернандесом Ньето. По прежним условиям, контракт предусматривал 6 лет аренды с возможностью продления ещё на 4 года, в то время как по новому соглашению стадион будет арендован единовременно на 30 лет.

## Международные матчи
Молодёжная сборная Испании по футболу провела в Понферраде 4 официальных матча, все в рамках отбора на Молодёжный чемпионат Европы разных годов. Во всех 4 матчах хозяева одержали победу.
| Дата           | Хозяева |         | Счёт  |                      | Гости                | Соревнование                  |
| -------------- | ------- | ------- | ----- | -------------------- | -------------------- | ----------------------------- |
| 1 июня 2001    | Испания | Испания | 5 – 1 | Босния и Герцеговина | Босния и Герцоговина | Отбор на молодёжное Евро 2002 |
| 16 ноября 2007 | Испания | Испания | 3 – 0 | Польша               | Польша               | Отбор на молодёжное Евро 2009 |
| 2 марта 2010   | Испания | Испания | 3 – 1 | Лихтенштейн          | Лихтенштейн          | Отбор на молодёжное Евро 2011 |
| 27 марта 2018  | Испания | Испания | 3 – 1 | Эстония              | Эстония              | Отбор на молодёжное Евро 2019 |